# Triệu Hải (huyện)
Triệu Hải là một huyện cũ thuộc tỉnh Bình Trị Thiên, sau thuộc tỉnh Quảng Trị.

## Địa lý
Phía Bắc giáp thị xã Đông Hà và huyện Bến Hải, phía Nam giáp huyện Hương Điền, phía Đông giáp Biển Đông, phía Tây giáp huyện Hướng Hóa.

## Lịch sử
Huyện được thành lập từ ngày 11 tháng 3 năm 1977 trên cơ sở hợp nhất 2 huyện Triệu Phong và Hải Lăng.
Khi hợp nhất, huyện Triệu Hải có 41 xã: Ba Lòng, Hải An, Hải Ba, Hải Chánh, Hải Dương, Hải Hòa, Hải Khê, Hải Lâm, Hải Lệ, Hải Phú, Hải Phúc, Hải Quế, Hải Quy, Hải Sơn, Hải Tân, Hải Thành, Hải Thiện, Hải Thọ, Hải Thượng, Hải Trường, Hải Vĩnh, Hải Xuân, Triệu Ái, Triệu Đại, Triệu Độ, Triệu Đông, Triệu Giang, Triệu Hòa, Triệu Lăng, Triệu Lễ, Triệu Long, Triệu Lương, Triệu Phước, Triệu Sơn, Triệu Tài, Triệu Thành, Triệu Thuận, Triệu Thượng, Triệu Trạch, Triệu Trung, Triệu Vân.
Ngày 18 tháng 5 năm 1981, thành lập thị trấn Quảng Trị - thị trấn huyện lị của huyện Triệu Hải.
Ngày 11 tháng 9 năm 1981, chuyển 2 xã Triệu Lương và Triệu Lễ về thị xã Đông Hà quản lý (nay là các phường Đông Lương, Đông Lễ thuộc thành phố Đông Hà). Huyện Triệu Hải còn lại 1 thị trấn Quảng Trị và 39 xã: Ba Lòng, Hải An, Hải Ba, Hải Chánh, Hải Dương, Hải Hòa, Hải Khê, Hải Lâm, Hải Lệ, Hải Phú, Hải Phúc, Hải Quế, Hải Quy, Hải Sơn, Hải Tân, Hải Thành, Hải Thiện, Hải Thọ, Hải Thượng, Hải Trường, Hải Vĩnh, Hải Xuân, Triệu Ái, Triệu Đại, Triệu Độ, Triệu Đông, Triệu Giang, Triệu Hòa, Triệu Lăng, Triệu Long, Triệu Phước, Triệu Sơn, Triệu Tài, Triệu Thành, Triệu Thuận, Triệu Thượng, Triệu Trạch, Triệu Trung, Triệu Vân.
Ngày 17 tháng 9 năm 1981, chia xã Ba Lòng thành hai xã lấy tên là xã Ba Lòng và xã Triệu Nguyên; chia xã Triệu Vân thành hai xã lấy tên là xã Triệu Vân và xã Triệu An.
Từ đó, đơn vị hành chính của huyện Triệu Hải gồm thị trấn Quảng Trị và 41 xã: Ba Lòng, Hải An, Hải Ba, Hải Chánh, Hải Dương, Hải Hòa, Hải Khê, Hải Lâm, Hải Lệ, Hải Phú, Hải Phúc, Hải Quế, Hải Quy, Hải Sơn, Hải Tân, Hải Thành, Hải Thiện, Hải Thọ, Hải Thượng, Hải Trường, Hải Vĩnh, Hải Xuân, Triệu Ái, Triệu An, Triệu Đại, Triệu Độ, Triệu Đông, Triệu Giang, Triệu Hòa, Triệu Lăng, Triệu Long, Triệu Nguyên, Triệu Phước, Triệu Sơn, Triệu Tài, Triệu Thành, Triệu Thuận, Triệu Thượng, Triệu Trạch, Triệu Trung, Triệu Vân.
Ngày 30 tháng 6 năm 1989, huyện Triệu Hải thuộc tỉnh Quảng Trị vừa được tái lập.
Ngày 16 tháng 9 năm 1989, tách thị trấn Quảng Trị để thành lập thị xã Quảng Trị.
Ngày 23 tháng 3 năm 1990, huyện Triệu Hải lại được tách trở lại như trước khi hợp nhất, thành 2 huyện: Triệu Phong và Hải Lăng:
- Huyện Hải Lăng có 20 xã: Hải An, Hải Ba, Hải Chánh, Hải Dương, Hải Hòa, Hải Khê, Hải Lâm, Hải Lệ, Hải Phú, Hải Quế, Hải Quy, Hải Sơn, Hải Tân, Hải Thành, Hải Thiện, Hải Thọ, Hải Thượng, Hải Trường, Hải Vĩnh, Hải Xuân.
- Huyện Triệu Phong có 21 xã: Ba Lòng, Hải Phúc, Triệu Ái, Triệu An, Triệu Đại, Triệu Độ, Triệu Đông, Triệu Giang, Triệu Hòa, Triệu Lăng, Triệu Long, Triệu Nguyên, Triệu Phước, Triệu Sơn, Triệu Tài, Triệu Thành, Triệu Thuận, Triệu Thượng, Triệu Trạch, Triệu Trung, Triệu Vân.